# Aruna Miller
Aruna Miller, född 6 november 1964 i Hyderabad, är en indisk-amerikansk politiker (demokrat). Hon är den första invandraren som har blivit viceguvernör i Maryland. I guvernörsvalet 2022 valdes demokraten Wes Moore till delstatens första afroamerikanska guvernör och Aruna Miller till viceguvernör.